# 西南非洲獅
西南非洲獅，又稱作加丹加獅（Katanga lion）、卡拉哈里獅、弗尼亞獅或安哥拉獅（Angola Lion）。

## 外觀
西南非洲獅是當今最大的獅子亞種之一。牠們的身體和皮毛往往是單色，缺乏老虎，豹和美洲豹中常見的圓斑和條紋。其鬃毛的顏色受到牠們的睾丸激素多寡的影響，幼仔時期顏色較淡隨著年齡成熟而加深。 其鬃毛(成熟雄性)往往比其他亞種的顏色淺。完全成熟的成年雄性通常長約8.2至9.8英尺（2.5至3公尺）。雌性體型較小約在7.5至8.5英尺（2.3至2.6公尺）。雄性崽平均體重約為170磅（77公斤），雌性崽較雄性少了約20％。成年雄性體重在309-534磅（140-242公斤）之間，而雌性體重在231-375磅（105-170公斤）之間。四肢站立時，肩高約3至4英尺（0.9-1.2公尺）。

## 棲地
是西南非洲特有的，在納米比亞、安哥拉、扎伊爾、贊比亞西部、津巴布韋西部和博茨瓦納北部。 類型標本來自加丹加（扎伊爾）。

## 習性

### 狩獵
就像其他非洲獅一樣，牠們主要捕食大型動物，如斑馬，角馬，羚羊和疣豬。牠們是合作無間的獵人，集體狩獵。 雄獅不狩獵，而是在雌獅們狩獵時看顧幼崽。圍捕獵物並鎖定最弱小的個體，通常攻擊咽喉部位。儘管如此，牠們也樂於當清除者，其他獵食者殺死的的動物以及自然死亡的動物，也是牠們的美味佳餚。牠們是通過觀看天空中盤旋的禿鷹位置來尋找腐肉吃的。由於牠們奔跑時，耐力並不高，因此，為了獵捕那些耐力強過自己的動物，牠們常在狩獵時，做出靜止等待並匍匐前進的動作，牠們也常在夜間打獵，為的都是確保牠們的突襲。

### 行為
西南非獅是社會化的動物。牠們會建立一個以雌獅為主體的團體，雌獅們掌握著絕對權力在這些團體中。雌獅對團體外的其他獅子是敵對的。團體中成員身份狀態通常是穩定的，只有在一隻帶頭的雌獅死亡，才會有所改變。每個團體都有自己的領土區域，牠們會不斷的巡視其領地並監視著意圖入侵的獅子群體或個體。當獵到的大型獵物時，會被拖回到領土區域，與其他小組成員共享。儘管擁有這樣的社會凝聚力，但在食用獵物時，彼此就是相互競爭的關係了，每頭獅子都要各憑本事，爭取自己的食物，誰也不讓誰。

### 生殖
西南非獅整年都可交配。雌獅平均4歲左右會產下幼崽。交配後需要約3個月的時間才能分娩，每胎大約1〜4隻。在發情期的3天時間內，雌獅可以每15分鐘可交配一次。因此，它們本質上是一夫多妻的，雌獅與多個伴侶交配，有時最多有五個不同的雄獅。雄獅性器官前端具有方向朝後的棘刺。在交配期間，這些刺耙在雌獅陰道內部刺激排卵。

## 檔案
| 體長                            | 體重                              | 子代      | 妊娠    | 地理棲地                              | 食物                           | 行為                                                          | 壽命                         | IUCN         |
| 雄性2.5-3.1 m； 雌性2.3-2.5 m。 | 雄性140-240 kg； 雌性105-170 kg。 | 1 - 4隻。 | 4個月。 | 非洲西南部 - 沙漠，草原，森林，山脈。 | 主要有蹄類動物（斑馬，羚羊）。 | 群體社會生活。 獅群(prides)通常由10隻成員組成，最多可達30隻。 | 在野外達18年; 眷養可達30年。 | 脆弱（VU）。 |

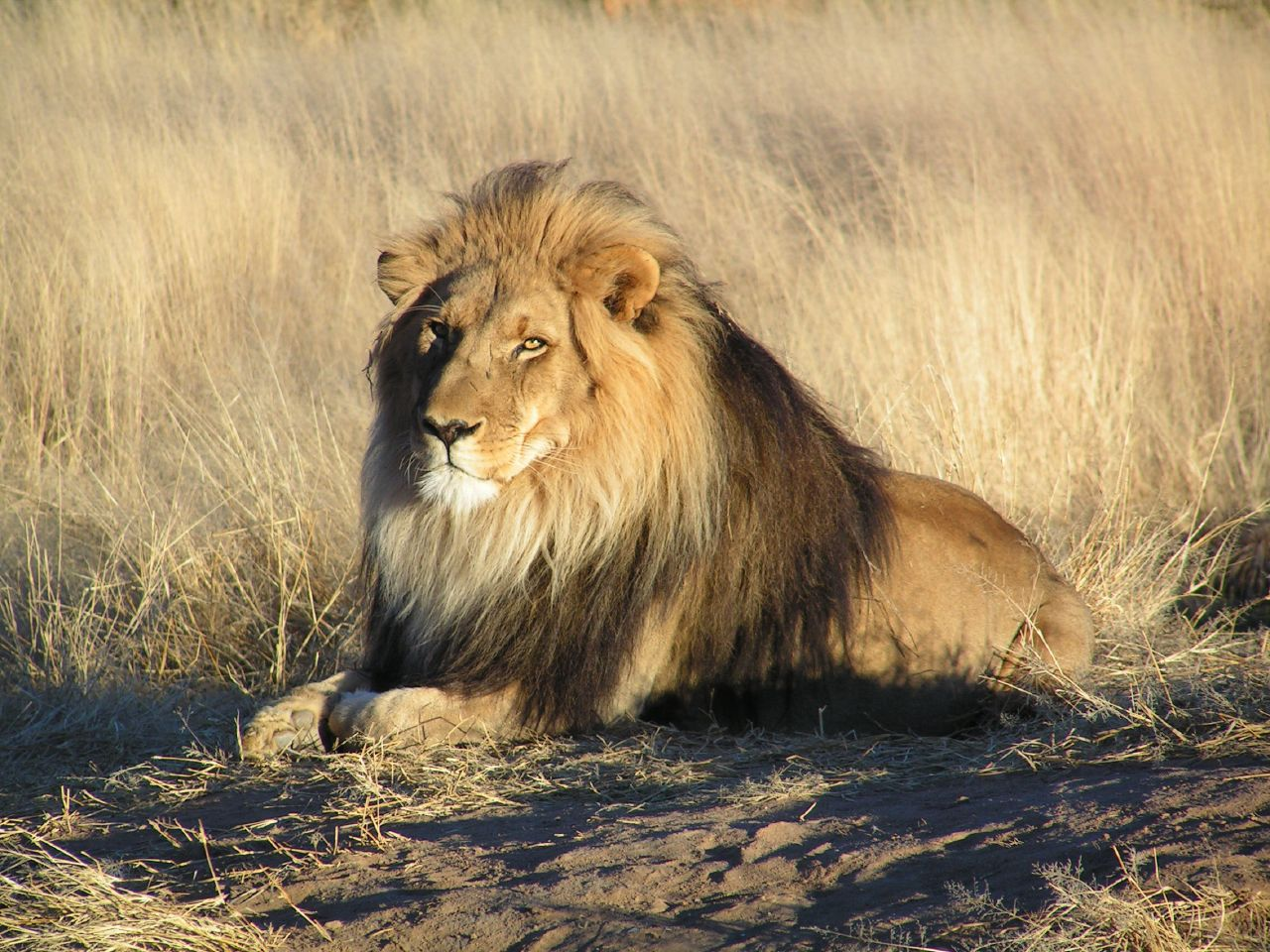
在奈米比亞等待的獅子(雄性)

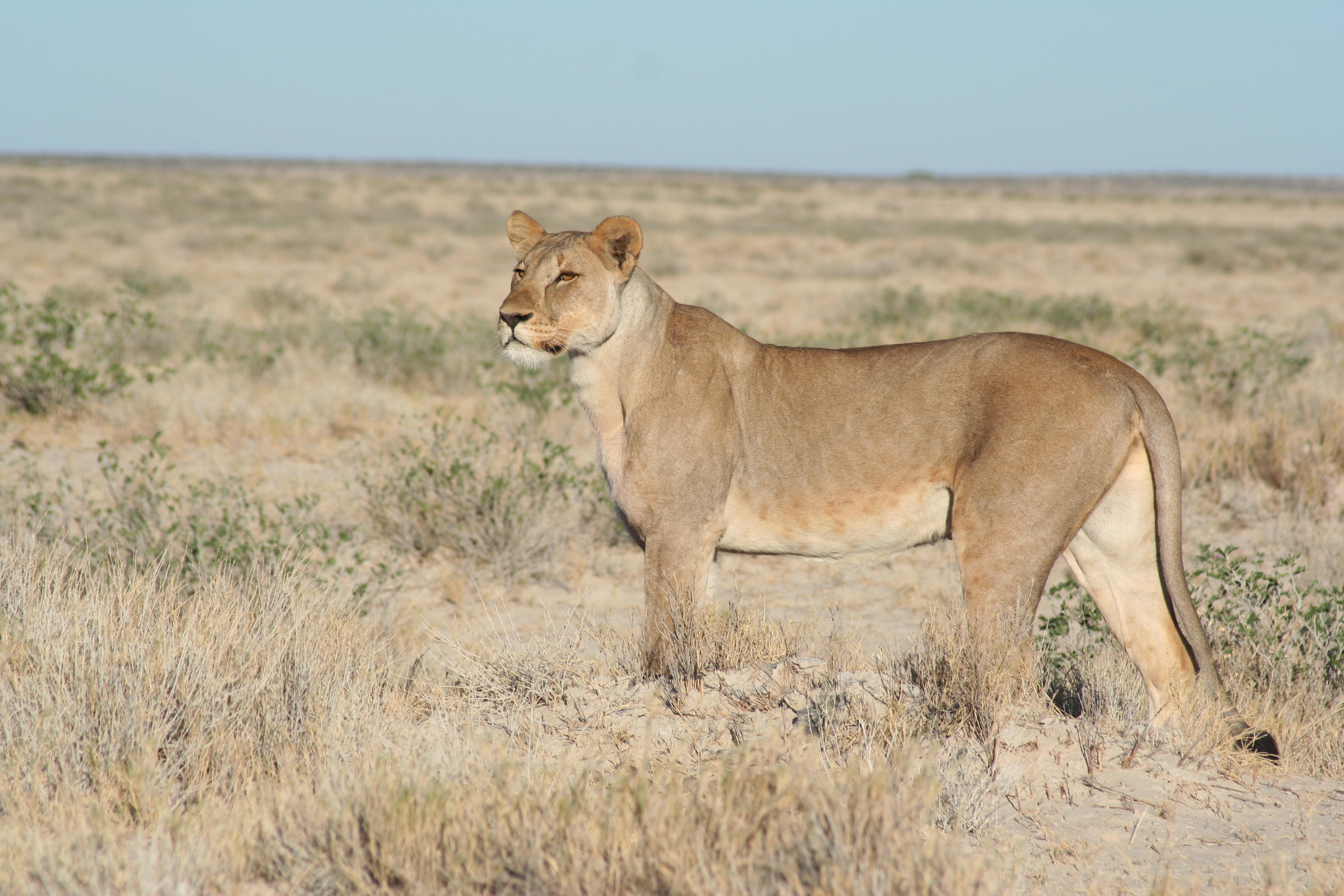
在奈米比亞徘徊的獅子(雌性)

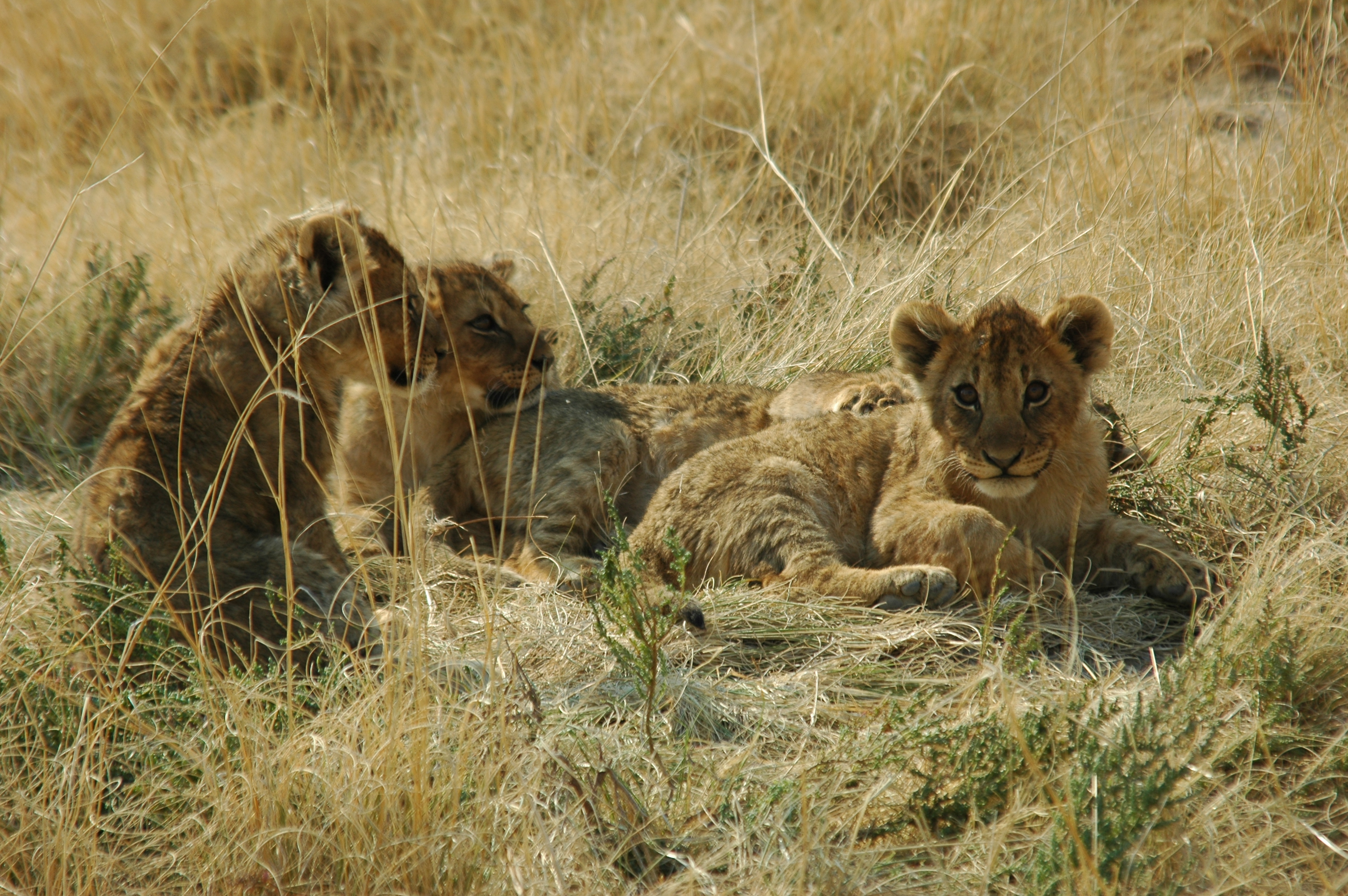
在奈米比埃托沙國家公園的幾隻獅子幼仔